# Lydia Kindermann
Lydia Kindermann (Lodz, Polonia; 21 de septiembre de 1891 - Viena, Austria; 4 de diciembre de 1953) fue una mezzosoprano y contralto polaca (de larga residencia y actuación en Argentina) que cantó bajo la dirección de las más importantes batutas de la época, como Arturo Toscanini, Fritz Busch y Erich Kleiber.

## Trayectoria
Fue una mezzosoprano y contralto judeo-polaca perteneciente al elenco de la Ópera de Berlín, Stuttgart y Praga que con la ascensión del nazismo, y dado su origen judío, debió abandonar Alemania en 1933, viviendo en Praga varios años para luego asentarse en Buenos Aires, adoptando la ciudadanía argentina en 1939 y desarrollando una notable carrera en el Teatro Colón.
Debutó en el Teatro Colón en 1937 en Los maestros cantores de Nuremberg de Richard Wagner dirigida por Erich Kleiber junto a Max Lorenz.
Hasta 1948 perteneció al elenco estable destacándose en protagónicos y papeles secundarios como fundamental figura de apoyo para el éxito de las representaciones.
Se la recuerda en papeles de contralto de fuerte presencia dramática como Clitemnestra en Elektra de Richard Strauss, Fricka en El anillo del Nibelungo, Brangania en Tristan e Isolda (junto a Helen Traubel, Lauritz Melchior dirigidos por Fritz Busch), Erda en El oro del Rin, Mrs. Quickly en Falstaff, Ulrica en Un ballo in maschera, Gaea en Daphne de Richard Strauss dirigida por Kleiber con Rose Bampton y Anton Dermota y Yocasta en Edipo Rey de Stravinsky dirigida por Juan José Castro en 1942.
Entre sus grabaciones se cuentan la Novena Sinfonía de Beethoven dirigida en el Teatro Colón por Arturo Toscanini en 1941 con Alexander Kipnis y René Maison y la Missa Solemnis con Erich Kleiber en 1946.
De su período berlinés queda testimoniada su Magdalena de Meistersingers con Leo Blech, Emanuel List y Friedrich Schorr en Berlín 1928.
En 1931 actuó en el film alemán Die Koffer des Herrn O.F. de Alexis Granowsky.
Se dedicó también a la enseñanza, destacándose entre sus estudiantes las sopranos argentinas Nina Carini y Myrtha Garbarini.